# Boerum Hill

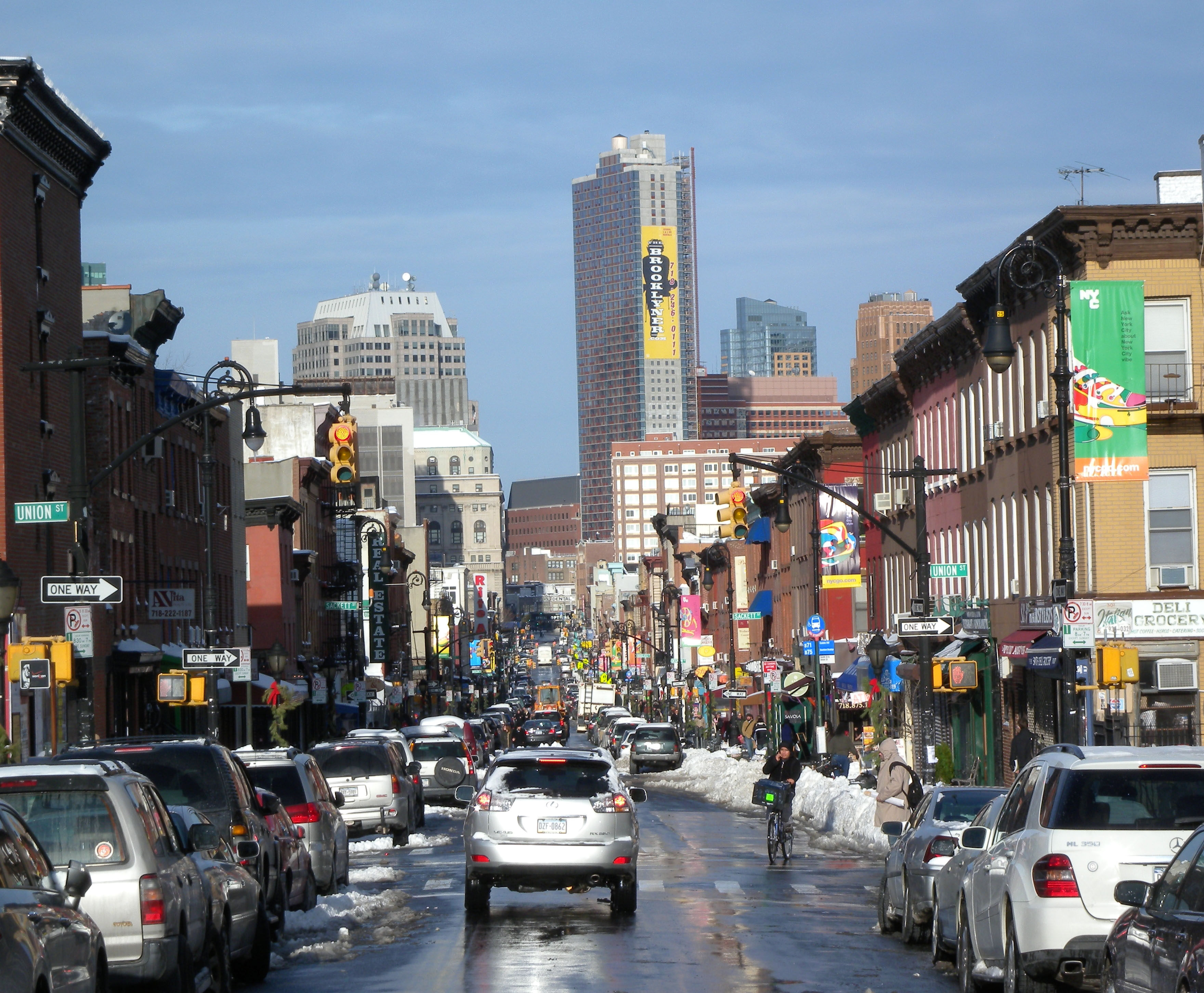
la via commerciale di Smith Street

Boerum Hill /pronunciato BORE-um) è un piccolo quartiere nella porzione nord-ovest di Brooklyn a New York, circondato da Schermerhorn Street a nord e la strada Fourth Avenue a est.. Il Confine a ovest è variamente assegnato fino a sia Smith street o Court Streets, e Warren Street o Wyckoff Streets a sud..

## Trasporti
Il quartiere è servito dalla metropolitana di New York attraverso la stazione Bergen Street della linea IND Culver, dove fermano i treni delle linee F e G.

## Residenti e nati nel quartieri famosi
- Lana Parrilla (n. 1977), attrice
- Jean-Michel Basquiat (1960–88), artista
- Ethan Hawke (n. 1970), attore
- Jonathan Lethem (n. 1964), scrittore, visse qui da bambino[4]
- Heath Ledger (1979–2008), attore
- Emily Mortimer (n. 1971), attrice
- Alessandro Nivola (n. 1972), attore
- Sandra Oh (n. 1971), attrice
- Keri Russell (n. 1976), attrice
- Michelle Williams (nata 1980), attrice
- Chuck Klosterman (n. 1972), scrittore
- Joan Osborne (n. 1962), cantante, autrice
- Jonathan Ames (n. 1964), autore
- Lynn Nottage (n. 1964), drammaturga